# Distribuidor Vial San Antonio
Distribuidor Vial San Antonio es un enlace viario ubicado en la alcaldía Benito Juárez de la Ciudad de México.

## Historia

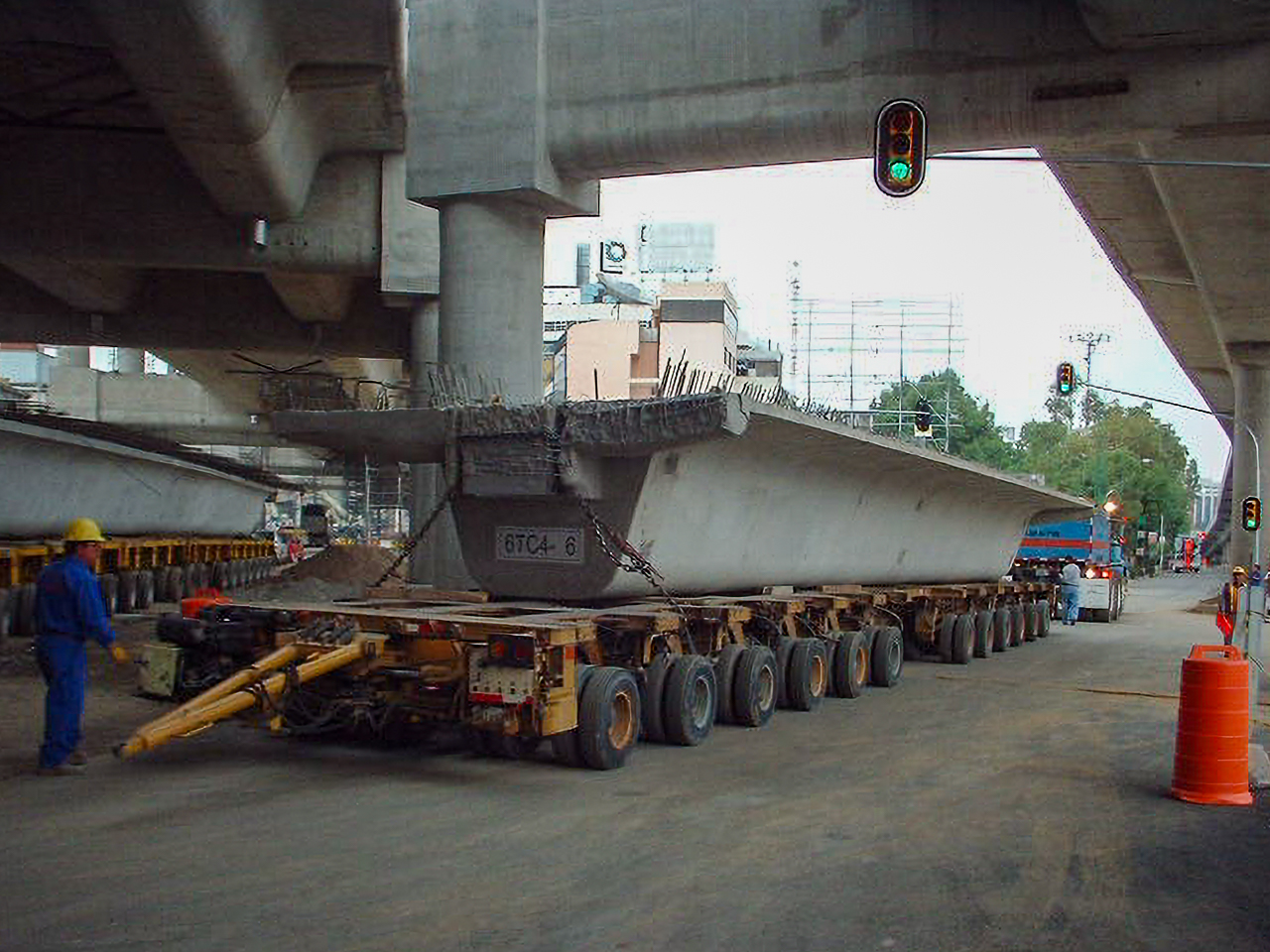
Trabe de concreto preformado, llamada coloquialmente ballena, en la etapa final de construcción del distribuidor. El uso de estas estructuras resultó novedoso para las y los capitalinos.

El gobierno de Andrés Manuel López Obrador (AMLO) en la Ciudad de México implicó la construcción de 41 kilómetros de nueva infraestructura vial y 75 de ciclovías, estas últimas, obras que no existían en la capital de México. Esta gestión inició la construcción de los denominados «segundos pisos» en vialidades de la capital, es decir, la construcción de 7.6 kilómetros de viaductos elevados por encima de las vialidades históricas existentes. El primero de ellos comprendió la edificación de la primera etapa de un viaducto de dos sentidos en el tramo poniente del Anillo Periférico. En su extremo norte conectaría la zona de las colonias San Antonio, San Pedro de los Pinos, Nonoalco y Mixcoac en la alcaldía Benito Juárez, con la de San Jerónimo, en el límite de las alcaldías Álvaro Obregón y Magdalena Contreras. El nuevo trazado traería la necesidad de contar con enlaces viarios que dieran cauce al flujo de vehículos que derivaría de las estructuras, construyéndose tanto el Distribuidor Vial San Antonio como el Distribuidor Vial San Jerónimo. A la par comenzó la edificación del Distribuidor Vial Zaragoza.  
El arranque de la obra del Distribuidor Vial San Antonio el 30 de septiembre de 2001. El proyecto ejecutivo de esta obra corrió a cargo de José María Roiboó. La supervisión de la construcción de estas estructuras correspondió, según AMLO, a Claudia Sheinbaum quien entonces era secretaria de Medio Ambiente de la capital mexicana.
Para agilizar la construcción de las obras tanto en Periférico como en los distribuidores de San Antonio y San Jerónimo fueron utilizadas cientos de trabes prefabricadas de concreto de la superficie de rodamiento de 300 toneladas de peso—denominadas coloquialmente ballenas—mismas que eran sostenidas por capiteles de concreto encima de pilas de concreto asentadas en los cimientos del el subsuelo a 28 metros de profundidad.El uso de estas estructuras sorprendió por su novedad a la ciudadanía capitalina. Su traslado implicaba el uso de vehículos especiales que hacían necesario el cierre de calles a su paso y su colocación milimétrica el uso de maquinaria especializada.
AMLO atestiguó la colocación de la última ballena en la colonia Nonoalco el 6 de junio de 2003. La obra fue inaugurada por el entonces presidente Vicente Fox y el propio AMLO con un evento que comprendió abrir el distribuidor para que las personas lo caminaran el domingo 8 de junio, mismo al que acudieron personas de la Ciudad de México y varios estados Fue abierto a la circulación a las 7 de la mañana del miércoles 11 en la incorporación de San Antonio y Tintoretto. El primer auto que subió a la obra fue un Dodge Neon que se averió y fue empujado por sus jóvenes ocupantes.Un total de 250 policías fue desplegado en la zona en los primeros días de su funcionamiento para aminorar confusiones entre vecinos y ciudadanos al usar el distribuidor.  
Durante la obra hubo ocho incidentes de seguridad siendo la de mayor gravedad el fallecimiento del técnico Samuel Cornejo en un accidente el 28 de mayo.

### Polémicas
Vecinos de las colonias adyacentes al distribuidor protestaron de manera intermitente por su construcción al inicio de la obra. En el contexto de su construcción, la oposición política de AMLO criticó la construcción de la obra aduciendo presuntos riesgos sísmicos. Por ello, López Obrador encargó un dictamen a la Universidad Nacional Autónoma de México (UNAM) que dio su aval a la seguridad de las estructuras.

## Descripción
El distribuidor comprende el enlace de las siguientes avenidas:
- Anillo Periférico Sur
- Avenida San Antonio
- Barranca del Muerto
- Eje 5 Sur San Antonio
- Eje 6 Sur Holbein
- Eje 10 Sur San Jerónimo
- Ferrocarril de Cuernavaca
- Las Flores
- Circuito Interior (Avenida Revolución y Avenida Patriotismo)
- Viaducto Río Becerra
- Rómulo O'Farrill